# Слюсаренко, Виталий Андреевич
Виталий Андреевич Слюсаренко (укр. Віталій Андрійович Слюсаренко; апрель 1915, Гоголев, Черниговская губерния — неизвестно) — украинский советский партийный и государственный деятель, 2-й секретарь Львовского обкома КПУ. Депутат Верховного Совета УССР 7-го созыва. Кандидат в члены ЦК КП Украины в 1966—1971 годах.

## Биография
Из крестьян. С августа 1940 года служил в РККА. Призван Сталинским городским военным комиссариатом Новосибирской области РСФСР (теперь город Новокузнецк Кемеровской области). Участник Великой Отечественной войны с 1941 года. Служил помощником начальника связи 542-го орудийного артиллерийского полка, помощником начальника связи 144-й пушечной артиллерийской бригады по радио. Капитан.
Член ВКП(б) с апреля 1943 года.
После демобилизации — на партийной работе.
В 1952—1954 годах — заведующий промышленно-транспортным отделом Львовского областного комитета КП Украины.
19 июня 1954 — 9 января 1963 — секретарь Львовского областного комитета КПУ по вопросам промышленности.
9 января 1963 — 14 декабря 1964 — 2-й секретарь Львовского промышленного областного комитета КПУ.
14 декабря 1964 — 28 февраля 1969 — 2-й секретарь Львовского областного комитета КПУ. Делегат XXIII съезда КПСС (1966).
С февраля 1969 года — заместитель министра сельского строительства Украинской ССР.

## Источник
- Справочник по истории Коммунистической партии и Советского Союза 1898—1991